# كتلة ستالين

شعار كتلة ستالين

كتلة ستالين (بالروسية:Сталин блока) كان ائتلاف لمجموعة من الاحزاب اليسارية في روسيا والتي اتحدت من اجل الفوز بانتخابات مجلس الدوما لعام 1999 في روسيا، كان هذا التحالف مكون من العديد من الاحزاب اليسارية من بينها حزب «روسيا العمل» برئاسة فيكتور انييلوف و «اتحاد الشباب الوطني» برئاسة مالياروف و«اتحاد عمال موسكو» و«الرابطة الروسية لعمال المناجم» وجميع الاتحادات الاجتماعية التي تدرس إرث ستالين مع حركة «طليعة الشباب الحمر» كانت كل الأحزاب والحركات المذكورة بقيادة يفغيني جوغاشفيلي حفيد ستالين حصلت كتلة ستالين على أكثر من 400 ألف صوت خلال انتخابات مجلس الدوما لعام 1999.

## روابط خارجية
- List of Candidates نسخة محفوظة 5 سبتمبر 2005 على موقع واي باك مشين.
- Party's flag
- about Viktor Anpilov and the Bloc [وصلة مكسورة]
- about the composition of the Bloc نسخة محفوظة 3 مارس 2016 على موقع واي باك مشين.